# Earthless
Az Earthless egy amerikai, főleg instrumentális zenét játszó együttes. Lemezeiket a Gravity Records és a Tee Pee Records kiadók jelentetik meg.

## Története
2001-ben alakultak meg a kaliforniai San Diegóban. Trióban működnek a kezdetektől fogva. Néha éneklést is tartalmaz a zenéjük, de nagyrészt instrumentálisak. A pszichedélia és a kellemes hangulat jellemző zenéjükre. Továbbá a stoner metal stílusjegyei is hallhatóak dalaik során. Nevüket egy 1960-as évekbeli együttes daláról kapták. Első próbájukon még Led Zeppelin és Black Sabbath számokat játszottak, de nem sokkal később saját szerzeményeket kezdtek játszani. Zeneileg az instrumentális rock, pszichedelikus rock, blues rock, hard rock és "okkult rock" műfajokban játszanak. A hosszú időtartam is fő jellemzőjük. Négy nagylemezt és több egyéb albumot dobtak piacra. 2018-ban az A38 Hajón is felléptek, a Pallbearer együttessel együtt.

## Tagok
- Isaiah Mitchell - gitár (2001-)
- Mike Eginton - basszusgitár (2001-)
- Mario Rubalcaba - dobok (2001-)

## Diszkográfia
- Sonic Prayer (2005)
- Rhythms from a Cosmic Sky (2007)
- From the Ages (2013)
- Black Heaven (2018)

## Egyéb kiadványok
Koncertalbumok
- Live at Roadburn (2008)
- Live at Freak Valley (2015)
- Live at Tym Guitars, Brisbane, Australia (2015)